# Juin 1877

## Événements
- 20 juin :
  - Canada : grand incendie de Saint John (Nouveau-Brunswick), qui a détruit 1 612 bâtiments dont huit églises, six banques, quatorze hôtels, onze goélettes et quatre transporteurs de bois en un peu plus de neuf heures, sur une superficie de plus de 80 hectares.
  - Émancipation des esclaves « mozambiques » (importés d’Afrique) à Madagascar horizon.documentation.ird.fr.

- 25 juin, France : Mac-Mahon dissout la Chambre des députés.

- 30 juin : installation de la Church Missionary Society (anglicans) au Bouganda.

## Naissances
- 3 juin : Raoul Dufy, peintre français.
- 5 juin : Pancho Villa, révolutionnaire mexicain.
- 14 juin : Jane Bathori (Jeanne-Marie Berthier), chanteuse d'opéra.
- 19 juin : Mario Tamagno, architecte italien († 1941)
- 27 juin : Simon Srugi, salésien, vénérable catholique.

## Décès
- 3 juin : Camille de Briey, homme politique et diplomate belge (° 27 juin 1799).